# Everton Football Club 2004-2005
Questa voce raccoglie le informazioni riguardanti l'Everton Football Club nelle competizioni ufficiali della stagione 2004-2005.

## Maglie e sponsor
Lo sponsor tecnico per la stagione 2004-2005 è Umbro, mentre lo sponsor ufficiale è Chang Beer.
| Casa | Trasferta |  |

## Statistiche

### Andamento in campionato
| Giornata  | 1  | 2 | 3  | 4 | 5 | 6 | 7 | 8 | 9 | 10 | 11 | 12 | 13 | 14 | 15 | 16 | 17 | 18 | 19 | 20 | 21 | 22 | 23 | 24 | 25 | 26 | 27 | 28 | 29 | 30 | 31 | 32 | 33 | 34 | 35 | 36 | 37 | 38 |
| --------- | -- | - | -- | - | - | - | - | - | - | -- | -- | -- | -- | -- | -- | -- | -- | -- | -- | -- | -- | -- | -- | -- | -- | -- | -- | -- | -- | -- | -- | -- | -- | -- | -- | -- | -- | -- |
| Luogo     | C  | T | C  | T | T | C | T | C | C | T  | C  | T  | T  | C  | T  | C  | C  | T  | C  | T  | T  | C  | T  | C  | C  | T  | C  | T  | C  | T  | T  | C  | C  | C  | T  | C  | T  | T  |
| Risultato | P  | V | V  | N | V | V | V | P | V | V  | N  | P  | V  | V  | N  | V  | V  | N  | V  | P  | P  | V  | N  | P  | V  | N  | P  | V  | P  | P  | P  | V  | V  | N  | P  | V  | P  | P  |
| Posizione | 20 | 9 | 11 | 7 | 5 | 3 | 3 | 3 | 3 | 3  | 3  | 3  | 3  | 3  | 3  | 3  | 2  | 3  | 3  | 4  | 4  | 4  | 4  | 4  | 4  | 4  | 4  | 4  | 4  | 4  | 4  | 4  | 4  | 4  | 4  | 4  | 4  | 4  |

Fonte:  Premier League 2004/2005 » Schedule, su worldfootball.net.
Legenda:

Luogo: C = Casa; T = Trasferta. Risultato: V = Vittoria; N = Pareggio; P = Sconfitta.